# Empire USA
Empire USA est une série de bande dessinée de thriller avec une influence historique, basculant entre présent du XXIe siècle et passé de fin du XXe siècle et du Ier siècle, conçue et écrite par Stephen Desberg et dessinée par de multiples dessinateurs. Le premier tome est sorti le 19 septembre 2008 chez Dargaud. La série fonctionne un peu comme une série TV, avec des cliffhangers, des flash-back, et un résumé au début de chaque tome, ce qui occasionne une critique récurrente de la part des lecteurs et des passionnés. Les tomes n'ont pas de nom, seulement des numéros qui permettent de les situer dans les cycles.
La série comprend pour l'instant deux cycles de six tomes qui se suivent chacun, et dont les albums sortent à très peu de temps d'intervalle. Le deuxième cycle a lieu pour le second semestre 2011, la sortie de ce cycle au travers de ses deux premiers albums a eu lieu en septembre en librairies, comme annoncé.

## Description

### Cycle 1

#### Synopsis
En l'an 30 après Jésus-Christ. Judas trahit Jésus, qui meurt sur la croix. Il cherche à racheter ses fautes, mais finit par se pendre, après avoir essayé sans succès de se revaloriser auprès de la mère de sa fille.
Près de deux mille ans plus tard, un homme est sur le point de se suicider avec un revolver. Il s'agit de Jared Gail, seul homme à pouvoir déjouer une conspiration consistant à laisser commettre des attentats terroristes par des extrémistes religieux pour pouvoir faire un empire de droit divin des États-Unis. Mais si Jared Gail cherche à se suicider, c'est parce qu'il a un rapport très spécial avec la trahison de Judas…

#### Personnages: présences et apparitions
| Personnage       | Tome 1 | Tome 2                                 | Tome 3        | Tome 4              | Tome 5             | Tome 6                                    |  |
| ---------------- | ------ | -------------------------------------- | ------------- | ------------------- | ------------------ | ----------------------------------------- |  |
| Jared Gail       | ✔️     | ✔️                                     | ✔️            | ✔️                  | ✔️                 | ✔️                                        |  |
| Scarlett Cossler | ✔️     | ✔️                                     | ✔️            | ✔️                  | ✔️                 | ✔️                                        |  |
| Duane Els        | ✔️     | ✔️                                     | ✔️            | ✔️                  | ✔️                 | ✔️                                        |  |
| Saskia           | ✔️     | ✔️                                     | ✔️            | ✔️                  | ✔️                 | ✔️                                        |  |
| Morris Krove     | ✔️     | ✔️                                     | ✔️            | ✔️                  | ✔️                 | ✔️                                        |  |
| Jermaine Lavigne | ✔️     | ✔️                                     | ✔️            | ✔️                  | ✔️                 | ✔️                                        |  |
| Schollten        | ✔️     | ✔️                                     | ✔️            | ✔️                  | ✔️                 | ✔️                                        |  |
| Lol Wrangler     | ✔️     | ✔️                                     | 2 apparitions | ✔️                  | ✔️                 | (mort)                                    |  |
| Troy Robredo     | ✔️     | ✔️                                     | apparition    | (statut : inconnu)  | (statut : inconnu) | (statut : inconnu)                        |  |
| Zmalek           | ✔️     | ✔️                                     | ✔️            | ✔️                  | ✔️                 | (meurt à la fin)                          |  |
| Nahlia           | ✔️     | ✔️                                     | ✔️            | ✔️                  | ✔️                 | (statut : inconnu, supposée morte)        |  |
| Monica Gigli     | ❌     | apparition                             | ✔️            | ✔️                  | ✔️                 | (statut à la fin : inconnu, hospitalisée) |  |
| Lance O'Neil     | ❌     | apparition (évoqué puis mort à la fin) | apparitions   | apparition (évoqué) | ❌                 | ❌                                        |  |

#### Personnages principaux
- Jared Gail (Cycle 1, cycle 2 tomes 1 et 2) : Jeune soldat dans l'armée américaine, il tombe au cours d'une mission en Irak sur un sympathisant de la secte des Hashashins, qui le met sur la piste d'armes de destruction massive de Saddam Hussein. Il délivre au cours de cette mission une jeune femme, Scarlett Cossler, qui est prise en charge par les services secrets. Il est poursuivi par une malédiction, celle de la trahison de Judas, qui le conduira au bord du suicide au fur et à mesure des événements... À la suite de sa mission en Irak, il quitte l'armée pour intégrer la Central Intelligence Agency (CIA) comme « agent non répertorié » (agent tenu à l'écart du reste de la CIA qui ne le connaît pas, indépendant et autonome), travaillant directement pour Troy Robredo, son supérieur à la CIA. Il est le chef de l'équipe qu'il forme avec Duane et de Saskia. L'affaire de la conspiration va le mettre à rude épreuve, et lui rappeler son passé angoissé…
- Scarlett Cossler (Cycle 1, cycle 2 tome 1, apparitions cycle 2 tome 2) : Jeune femme au passé obscur, elle est délivrée d'une geôle irakienne par Jared lors d'une de ses missions. Bras armé et exécutante de Morris Krove, elle tombe amoureuse de Jared. Cette rencontre commence à lui faire douter de sa capacité à tuer, donnée par des amphétamines que lui procure Krove pour ses missions clandestines... Mais Scarlett va vite mal tourner lorsqu'elle apprend ce que fait Jared. Son frère est mort sous les coups de leur père en la défendant, ce qui entraîna officiellement la condamnation à mort de leur père. Elle travaille pour le département IPCON de la Defense Intelligence Agency (DIA) et a un statut « d'agent sous couverture non officielle » (similaire au statut de Jared mais à la DIA) au sein de la cellule 7 qu'elle forme avec Jermaine.
- Duane Els (Cycle 1, cycle 2 tome 1, apparitions cycle 2 tome 2) : grand fan de Yoda et de la Guerre des Étoiles, il parle souvent comme lui. Membre lui aussi de l'équipe de Troy Robredo. Ami et collègue le plus proche de Jared, il conduit une voiture ancienne (une Mustang) immatriculée en Géorgie. Il exécute les ordres et répond aux demandes de Jared, parfois en prenant des risques supplémentaires. Il était avec lui lors de la mission en Irak et s'est occupé de faire parler le sympathisant irakien.
- Saskia (Cycle 1, apparition cycle 2 tome 1) : membre de l'équipe d'agents non répertoriés de Troy Robredo, sous les ordres de Jared, elle rencontre des problèmes familiaux dus à son instance de divorce. Elle a une assistante sociale qui l'épie dans ce cadre, et doit en même temps faire son travail pour la CIA, avec la difficulté de concilier les deux lorsque Jared lui donne des tâches.
- Morris Krove (Cycle 1, Cycle 2 tome 1) : chef de cabinet du vice-président des États-Unis, c'est un homme de l'ombre. Il est le créateur d'une association ultra-conservatrice, Focus on the values. Il a mis au point un plan pour faire des États-Unis un empire de droit divin et faire prendre le pouvoir aux ultraconservateurs pour déclarer la guerre aux Hashshins partout dans le monde. Il fut un des donateurs d'un orphelinat qui a recueilli Scarlett à la mort de son frère, et a commencé dès lors à lui procurer des produits stupéfiants ainsi qu'à la forcer à subir de sa part des attouchements sexuels. Il utilise sa position politique pour se servir de la DIA et particulièrement du département IPCON, dont un des chefs est Schollten, qui lui est dévoué. Parfois, il supervise directement Scarlett. À la toute fin du cycle 1, Scarlett raconte en direct sur une chaîne de télévision à grande audience ce que Krove lui a fait subir.
- Jermaine Lavigne (Cycle 1) : autre exécutante de Morris Krove, elle est fortement associée à des crimes qu'elle a commis pour marquer son opposition à l'avortement. Récupérée par Morris Krove après son arrestation par la police pour un de ses crimes, elle exécute ses basses œuvres avec Scarlett, et tient Jared éloigné de cette dernière sur ordre de Krove qui a découvert cette relation et qui ne la prend pas bien. Elle tombe naïvement amoureuse de Zmalek qui la manipule et lui tire dessus, mais elle le tue avant que la bombe n'explose.
- Schollten (Cycle 1) : bras droit de Morris Krove, chef de section du département IPCON de la DIA, reçoit et transmet à l'occasion les ordres de Krove aux deux agents sous ses ordres, Scarlett et Jermaine.

#### Personnages secondaires
- Lol Wrangler (Cycle 1 tomes 1 à 5) : Agent sous couverture non officielle de la cellule 4, c'est lui qui prend en charge le sympathisant irakien après le sauvetage de Scarlett, alors que l'armée et Jared passent le relais à la DIA sur les lieux en Irak. Il est chargé aussi de faire parler Robredo quand celui-ci se fait repérer en trouvant des informations classées sur la cellule de Scarlett, puis meurt lors d'un échange de tirs avec Jared dans l'appartement de Nahlia, où il l'a suivi à la demande de Jermaine.
- Troy Robredo (Cycle 1) : c'est le "chef de section" de Jared à la CIA, son supérieur hiérarchique direct et le seul à pouvoir le contacter dans le cadre de son travail. Il enquête sur les informations que ramène Jared d'Irak, finit par trouver sur quoi porte la conspiration menée par Krove et comment elle s'organise. Cela lui vaut d'être pris par Wrangler, qui le torture sur ordre de Schollten pour avoir des détails sur son équipe, et sur ce qu'il sait. N'ayant pas craqué sous les coups de Wrangler, Jared, qui a été informé de sa capture mais n'a plus de nouvelles de lui, n'exécute plus que ses propres directives pour avancer dans la découverte de la conspiration. On ne sait pas ce qu'il devient après le changement de tactique de Schollten et Wrangler.
- Zmalek (Cycle 1) : Chef de la secte des Hashashins, et amant de Nahlia. Il sert les plans de Krove qui voit en lui un illuminé. C'est un extrémiste qui a prévu de faire sauter les bombes chimiques dont il est question dans le plan de Krove pour mettre en place une loi exclusivement basée sur la religion. Il se débarrasse de Nahlia lorsque Wrangler lui tire dessus, mais finira par mourir à la fin du cycle 1 en Israël avant qu'une des bombes n'explose là-bas. Il se peut qu'il ait croisé Jared dans sa jeunesse, alors qu'il semble que ce soit lui qui venait de commettre un attentat sur le marché du Caire avec son frère. Mais les auteurs de cet attentat, en admettant que ce soit eux, ne l'ont pas retrouvé car Jared s'est caché dans une église dont le pope aveugle l'a chassé à cause de la malédiction qui le poursuit.
- Nahlia (Cycle 1 tomes 1 à 5) : Maîtresse de Zmalek et ancienne copine d'enfance de Jared au Caire, dont elle est tombée amoureuse. C'est la petite sœur de Tarik, le copain de Jared. Elle assiste à la mort de sa mère, contaminée par de l'eau non potable venant de l'usine dont est responsable le père de Jared. Des années plus tard, elle refait surface aux États-Unis, influencée par le rejet de Jared. Elle aide Zmalek à se faire entendre au-dessus des autres groupes terroristes, mais Jared la retrouve par hasard et la neutralise avec Saskia pour prendre connaissance des détails qu'elle possède sur les bombes chimiques. Wrangler lui tire une balle dans la jambe, et Zmalek se débarrasse d'elle pour ne pas compromettre plus son plan. On ne sait pas si elle y survit.
- Monica Gigli (Cycle 1) : Elle s'intéresse à la pièce ancienne trouée que Jared a hérité de sa mère et veut l'acheter pour l'ajouter à sa collection, léguée par son père avant le suicide de celui-ci au volant de sa voiture, qui percute un arbre lorsqu'elle avait deux ans. Impliquée malgré elle dans les "retrouvailles" entre Jared et Nahlia, et les démêlés de ce dernier avec la DIA, elle l'empêche néanmoins de se suicider. Mais elle est touchée par les hommes d'IPCON lors d'une fusillade entre Jared et eux. Amenée d'urgence à l'hôpital par Jared, elle est prise en otage par IPCON sur son lit d'hôpital pour obliger Jared à aller désamorcer la bombe chimique que Zmalek veut faire exploser en Israël. On ne sait pas ce qu'elle devient à l'issue du cycle 1.

#### Autres personnages
- Lance O'Neal (apparitions cycle 1 tomes 3 et 4) : Petit ami de Jessica Krove avec laquelle il couche. Lorsque Krove l'apprend de la bouche de son épouse, il donne l'ordre à Schollten de le faire disparaître. Il meurt ainsi dans un accident de voiture. C'est lors de son enterrement que Jared parvient à approcher Krove, mais aussi que Scarlett comprend que Jared suit sa piste en voyant la voiture de Duane, qu'elle a repérée lorsque celui-ci l'avait suivie chez Krove.
- Jessica Krove (Cycle 1 tome 4, apparitions cycle 1 tomes 3 et 6) : La fille de Morris Krove, et la petite amie de Lance O'Neal. Elle est approchée par Duane lors de l'enterrement de Lance, et se fait raccompagner par lui. Son père lui ordonne de ne plus prendre la pilule.
- Tarik (apparitions cycle 1) : Grand frère de Nahlia et copain d'enfance de Jared, avec qui il joue à divers jeux d'enfants.
- Charles Gail (apparitions cycle 1) : C'est le père de Jared, et de ses frères, dont Richard Alexander.
- Richard Gail (apparition cycle 1) : Richard Alexander Gail, un des frères de Jared.

#### Tomes
- Tome 1 (sorti le 19 septembre 2008) :
- Tome 2 (sorti le 19 septembre 2008) :
- Tome 3 (sorti le 17 octobre 2008) :
- Tome 4 (sorti le 7 novembre 2008) :
- Tome 5 (sorti le 21 novembre 2008) :
- Tome 6 (sorti le 5 décembre 2008) :

### Cycle 2

#### Synopsis
Le complot visant à établir un empire de droit divin aux États-Unis éventé, de profonds changements interviennent pour Jared et les autres protagonistes. Mais une autre menace se profile : d’anciennes rivalités internationales jusqu’alors considérées comme enfouies pourraient bien resurgir, et les vieilles luttes entre les deux blocs historiques d’antan ne sont peut-être pas terminées, avec tout ce que cela pourra impliquer…

#### Personnages principaux
- Jared Gail (Cycle 1, cycle 2 tomes 1, 2, 3 et 4) : La conspiration de Krove terminée, Jared cesse de travailler pour la CIA après sa longue mise à pied, car leur psychologue l'estime encore instable mentalement et donc inapte. Il se reconvertit dans le privé et devient chef de la sécurité du patron d'une grande entreprise américaine, un milliardaire au passé secret qu'il ignore, et dont il ne se doute pas encore qu'il va avoir un rapport très étroit avec le meurtre de Duane et des événements liés au passé de la guerre froide qui surviennent en Estonie...
- Marlin Deckard (Cycle 2, tomes 1, 2, 3 et 4) : Milliardaire américain, ancien escrimeur olympique américain des Jeux Olympiques d'Atlanta en 1996. Blessé intentionnellement par son adversaire russe, il doit mettre fin à sa carrière sportive. Il possède néanmoins un tempérament de gagnant. Désireux de se venger, il s'offre les services d'un admirateur qui lui propose de liquider son adversaire, Marlin préférant cependant lui "exploser" les jambes. Sa fiancée le quitte pour un de ses amis, qui l'abandonne lui aussi à cause de son idéal et de ses frasques incompatibles avec leur amitié. Cela ne l'empêche pas d'épouser une autre femme, qu'il délaisse tout autant. Comprenant ce qui se trame au vu des événements en Estonie et de l'interventionnisme russe auxquels ils conduisent, et se remémorant le chemin parcouru depuis 1996, il comprend que la guerre froide est sur le point de se raviver, et avec elle, la suite d'une vieille histoire pas totalement terminée… Il avoue à Daria que son père lui faisait peur.
- Janet (Cycle 2, tomes 1, 2, 3 et 4) : Agent de la CIA, elle est chargée pour le compte de l'agence, que le meurtre intrigue, d'accompagner Jared dans son enquête lorsqu'il se tourne vers eux après la mort de Duane. Issue d'une famille de sportifs dont certains précoces, Janet, elle-même sportive, se débrouille très bien au lit, et tient à le montrer à Jared, qui y trouve une certaine alternative à Scarlett, qu'il n'a alors plus revu depuis les événements du parc…
- Illya Patakarsky (Cycle 2, tomes 1, 2, 3 et 4) : Fils d'un membre du KGB, tué selon ses dires par le père de Marlin Deckard. Adversaire de Marlin Deckard aux JO d'Atlanta en 1996, il blesse ce dernier volontairement en brisant son épée sur lui puis en lui transperçant l'épaule. Peu efficace en rééducation et voyant sa carrière terminée par la vengeance de Deckard, il est récupéré par des anciens membres du KGB qui complotent pour rétablir la puissance de l'ex-URSS. Il est ainsi chargé de devenir milliardaire puis oligarque pour financer les projets des conjurés russes, en escroquant Deckard (qui lui a refusé une alliance "économique") par l'intermédiaire du délaissement de celui-ci pour son épouse Linda-Lou, et en se constituant un réseau de connaissances. Marié à Oksana Patakarsky, il décide de faciliter son divorce dans le cadre de ses projets, qui prennent la tournure espérée par les conjurés avec les événements d'Estonie. Néanmoins plus animé par sa haine pour Marlin Deckard que par l’actualité dont il semble cependant porter le poids, il manigance activement pour mettre définitivement Deckard à genoux.
- Daria (Cycle 2, tomes 1 à 4) : Mannequin et top-model au passé délinquant, elle joue un jeu trouble sur l’échiquier, à la fois proche de Marlin Deckard et d’Illya Patakarsky. Le suspens demeure lorsqu’elle se fait tirer dessus après avoir hésité à choisir son camp…

#### Personnages secondaires
- Scarlett Cossler (Cycle 1, cycle 2 tomes 1, 3 et 4, apparition cycle 2 tome 2) : Après avoir accepté un rendez-vous avec Morris Krove dans un parc isolé, qui s'avèrera être un guet-apens se terminant mal pour celui-ci, Scarlett renoue très brièvement avec Jared, puis lui annonce, au cours d'un repas ultérieur, qu'elle le quitte définitivement pour partir travailler avec quelqu'un pour qui elle a des sentiments. Jared finit quand même par la retrouver… mais elle n’est plus étrangère à son enquête sur la mort de Duane.
- Duane Els (Cycle 1, cycle 2 tome 1, apparitions cycle 2 tome 2) : Officiellement démissionnaire de la CIA après la mise à pied de Jared et la fin du complot Empire USA, il meurt au cours du cycle 2[1],[2], dans le premier tome, assassiné à Londres par une femme à l'identité mystérieuse, qui déclare, en lui tirant dessus, l'avoir néanmoins apprécié et trouver dommage de devoir le tuer. Par la suite, Jared découvrira qu’il s’est mis au beau milieu du plan des stalistes comploteurs nostalgiques de l’URSS, et que cela lui a coûté la vie...
- Linda Lou Deckard, née McKennan (Cycle 2, tomes 1 et 2) : Épouse délaissée de Marlin Deckard, avec qui elle a un accord pour sortir avec qui elle veut, pendant que son mari en fait de même avec son ex-fiancée. Après sa rencontre avec Illya Patakarsky, elle est séduite par cet homme. Il lui propose de montrer à son mari ce qu'elle vaut vraiment, ce qui lui permet d'arnaquer Deckard selon son plan, par l'intermédiaire de Linda-Lou en 1998.
- Akhmed Mazeyev (Cycle 2, tomes 1, 2, 3 et 4) : Terroriste tchétchène formé par le KGB, il appartient au clan des stalistes, ancienne faction ultra-conservatrice du KGB quasi éliminée par une faction rivale et utilisé comme homme de main par les conjurés. Il est le chef de l'équipe qui déclenche les événements en Estonie pour appuyer le plan des conjurés russes. Passé en Pologne, il commet un autre attentat terroriste, mais il fait alors sans le savoir une erreur qui, cette fois, n’échappe pas aux autorités russes…

#### Autres personnages
- Morris Krove (Cycle 1, cycle 2 tome 1) : Son complot déjoué, et devenu un paria pour tous (il devient ainsi persona non grata au sein même de son parti, de son institution et de sa famille), Morris Krove n'a pas digéré ce qu'il considère comme une souillure de son honneur et une atteinte à sa réputation. Il est tué dans un parc isolé dans le tome 1 du cycle 2.
- Saskia (Cycle 1, apparition cycle 2 tome 1) : Bouleversée par la mort de Duane, elle ne peut néanmoins aider Jared car elle a la garde de ses enfants.
- Stephen Frey (Cycle 2, tome 1) : Avocat londonien impliqué dans la conjuration russe et lié à Illya Patakarsky, il meurt dans sa voiture, piégée après l'avertissement d'un vieil homme de main travaillant pour Illya. Il devenait trop encombrant pour celui-ci après l'assassinat de Duane dans son bureau.
- Boris Derespa (Cycle 2, tomes 1, 2, 3 et 4) : Ancien professeur moscovite d'économie puis ancien ministre et conseiller de Boris Eltsine, il est accusé de détourner de l'argent, doit démissionner et se retire dans sa datcha. Après la visite d'Illya venu lui demander des conseils sur des investissements hypothétiques pour les projets des conjurés, il rentre dans le cercle des proches des oligarches russes en investissant avec Illya.
- Oksana Patakarsky (Cycle 2, tomes 2, 3 et 4) : Épouse d'Illya Patakarsky. Précédemment guide dans un musée moscovite, son mariage avec Illya lui permet d'accéder au gratin des connaissances de l'oligarchie russe. Elle ne veut pas laisser son mari divorcer sans savoir ce qu’il lui cache.
- Sénateur Krove (Cycle 2, tomes 1 et 2) : il semblerait que ce soit le fils de Morris Krove, dont il a en tout cas des idées très proches.

#### Tomes
- Tome 1 (sorti le 9 septembre 2011) :
- Tome 2 (sorti le 9 septembre 2011) :
- Tome 3 (sorti le 7 octobre 2011 - sortie prévue auparavant le 14 octobre) :
- Tome 4 (sorti le 7 octobre 2011 - sortie prévue auparavant le 14 octobre) :
- Tome 5 (sortie prévue le 10 novembre 2011) :
- Tome 6 (sortie prévue le 10 novembre 2011) :

## Publications en français

### Albums
|         | N° | Date                                                   | Scénariste(s)                                   | Dessinateur(s) | Couleurs                                                  | ISBN              | Notes |
| ------- | -- | ------------------------------------------------------ | ----------------------------------------------- | -------------- | --------------------------------------------------------- | ----------------- | ----- |
| Cycle 1 | 1  | 19 septembre 2008                                      | Stephen Desberg Yann Enrico Marini Henri Reculé | Griffo         | Roberto Burgazzoli Bertrand Denoulet Maria Jesus Bautista | 978-2-505-00396-0 |       |
| Cycle 1 | 2  | 19 septembre 2008                                      | Stephen Desberg Yann Enrico Marini Henri Reculé | Alain Mounier  | Roberto Burgazzoli Bertrand Denoulet Maria Jesus Bautista | 978-2-505-00397-7 |       |
| Cycle 1 | 3  | 17 octobre 2008                                        | Stephen Desberg Yann Enrico Marini Henri Reculé | Erik Juszezak  | Roberto Burgazzoli Bertrand Denoulet Maria Jesus Bautista | 978-2-505-00398-4 |       |
| Cycle 1 | 4  | 7 novembre 2008                                        | Stephen Desberg Yann Enrico Marini Henri Reculé | Griffo         | Bertrand Denoulet                                         | 978-2-505-00399-1 |       |
| Cycle 1 | 5  | 21 novembre 2008                                       | Stephen Desberg Yann Enrico Marini              | Daniel Koller  | Roberto Burgazzoli Bertrand Denoulet Maria Jesus Bautista | 978-2-505-00400-4 |       |
| Cycle 1 | 6  | 5 décembre 2008                                        | Stephen Desberg                                 | Henri Reculé   | Renaud Angles Bertrand Denoulet                           | 978-2-505-00401-1 |       |
| Cycle 2 | 1  | 9 septembre 2011                                       | Stephen Desberg ?                               | Henri Reculé   | Bertrand Denoulet                                         | 978-2-505-01130-9 |       |
| Cycle 2 | 2  | 9 septembre 2011                                       | Stephen Desberg ?                               | Alain Queireix | Bertrand Denoulet                                         | 978-2-505-01131-6 |       |
| Cycle 2 | 3  | 7 octobre 2011, auparavant annoncée pour le 14 octobre | Stephen Desberg ?                               | Griffo         | Bertrand Denoulet                                         | 978-2-505-01140-8 |       |
| Cycle 2 | 4  | 7 octobre 2011, auparavant annoncée pour le 14 octobre | Stephen Desberg ?                               | Alain Mounier  | Hugo Poupelin                                             | 978-2-505-01141-5 |       |
| Cycle 2 | 5  | 10 novembre 2011                                       | Stephen Desberg ?                               | Erik Juszezak  | Pierre Matterne Hugo Poupelin                             | 978-2-505-01150-7 |       |
| Cycle 2 | 6  | 10 novembre 2011                                       | Stephen Desberg ?                               | Daniel Koller  | Coquelicot                                                | 978-2-505-01152-1 |       |

Remarques concernant les parutions :
- Le tome 1 du cycle 2 fera l'objet d'un prix dit « de découverte et d'encouragement » jusqu'à la fin de la publication du cycle 2 en décembre (voir la vidéo dans la page de référence)[1].

### Documentation
- Henri Filippini, « Empire USA, t. 3 : menace sur les USA », dBD, no 27,‎ octobre 2008, p. 82.